# Marie Pape-Carpantier
Marie Pape-Carpantier (La Flèche, 10 settembre 1815 – Villiers-le-Bel, 31 luglio 1878) è stata una pedagogista francese.

## Biografia
Figlia di André Carpantier e Joséphine Rose, Marie Pape-Carpantier rimase orfana di padre durante i cento giorni e a undici anni abbandonò la scuola. Iniziò a lavorare con i bambinbi nei primi anni 1830, sviluppando un profondo interesse per la formazione dei fanciulli in età prescolare. 
Tra il 1835 e il 1839 diresse l'asilo della natia La Flèche. Pur non sviluppando una propria filosofia pedagogica, si ispirò alle teorie di Johann Heinrich Pestalozzi e Friedrich Fröbel, che sintetizzò in un metodo che lei descriveva come "naturale", incentrato sul dialogo, l'intuizione, l'amore e la cura del bambino. Seguendo il metodo fonomimico di Augustin Grosselin, organizzò gli asili affinché alternassero rudimenti di scrittura, lettura e aritmetica al canto, agli esercizi mnemonici e alla cura dell'igiene.
La sua prima opera, Conseils sur la direction des salles d'asile, fu premiata dall'Académie française. Nella metà degli anni 1860 espose le sue teorie educative in un ciclo di conferenze alla Sorbona, volute dal ministro Victor Duruy e tradotte in italiano da Carlo Gargiolli. Per le sue idee liberali, che includevano una forte convinzione nell'istruzione femminile, fu temporaneamente sospesa dai suoi incarichi dall'Ordre Moral nel 1874, ma fu poi reintegrata pochi mesi dopo con la nomina ad ispettrice generale degli asili in Francia, una carica che mantenne fino alla morte.

## Opere (parziale)
- Conseils sur la direction des salles d'asile, Parigi, 1845.
- Enseignement pratique dans les écoles maternelles, Parigi, 1848
- Histoires et leçons de choses, Parigi, 1848
- Le secret des grains de sable ou le dessin expliqué par la nature, Parigi, 1863.
- Jeux gymnastiques avec chants pour les enfants des salles d'asile, Parigi, 1862.
- Lectures pour les enfants et les mères, Parigi, 1873.
- Conférences péd. faites aux instituteurs réunis à la Sorbonne, Parigi, 1867.

Del metodo naturale nell'insegnamento primario, conferenze di M.P.-C., traduzione di Carlo Gargiolli, Piacenza, 1873.